# غراتانغن
غراتانغن (بالنرويجية: Gratangen)‏ هي بلدية في مقاطعة ترومس، النرويج. تعد جزءاً من منطقة هولوغالاند الوسطى التقليدية. المركز الإداري للبلدية هي قرية أورستاين.
أكبر مستوطنة في البلدية هي أورتساين، التي تقع حوالي 60 كيلومتر (37 ميل) شمال نارفيك و85 كيلومتر (53 ميل) شرق هارستاد. من بين القرى الأخرى في البلدية إلفنيس، وفيوردبوتن، وهيلسهامن.

## المناخ
يظهر الجدول التالي التغييرات المناخية على مدار السنة لغراتانغن:
| البيانات المناخية لـغراتانغن               | البيانات المناخية لـغراتانغن | البيانات المناخية لـغراتانغن | البيانات المناخية لـغراتانغن | البيانات المناخية لـغراتانغن | البيانات المناخية لـغراتانغن | البيانات المناخية لـغراتانغن | البيانات المناخية لـغراتانغن | البيانات المناخية لـغراتانغن | البيانات المناخية لـغراتانغن | البيانات المناخية لـغراتانغن | البيانات المناخية لـغراتانغن | البيانات المناخية لـغراتانغن | البيانات المناخية لـغراتانغن |
| الشهر                                      | يناير                        | فبراير                       | مارس                         | أبريل                        | مايو                         | يونيو                        | يوليو                        | أغسطس                        | سبتمبر                       | أكتوبر                       | نوفمبر                       | ديسمبر                       | المعدل السنوي                |
| ------------------------------------------ | ---------------------------- | ---------------------------- | ---------------------------- | ---------------------------- | ---------------------------- | ---------------------------- | ---------------------------- | ---------------------------- | ---------------------------- | ---------------------------- | ---------------------------- | ---------------------------- | ---------------------------- |
| المتوسط اليومي °م (°ف)                     | −6.2 (20.8)                  | −5.4 (22.3)                  | −2.6 (27.3)                  | 1.4 (34.5)                   | 6.7 (44.1)                   | 10.8 (51.4)                  | 13.0 (55.4)                  | 11.9 (53.4)                  | 7.2 (45.0)                   | 2.6 (36.7)                   | −2.1 (28.2)                  | −4.6 (23.7)                  | 2.7 (36.9)                   |
| الهطول مم (إنش)                            | 87 (3.4)                     | 79 (3.1)                     | 62 (2.4)                     | 56 (2.2)                     | 45 (1.8)                     | 55 (2.2)                     | 70 (2.8)                     | 82 (3.2)                     | 111 (4.4)                    | 136 (5.4)                    | 95 (3.7)                     | 102 (4.0)                    | 980 (38.6)                   |
| المصدر: Norwegian Meteorological Institute |                              |                              |                              |                              |                              |                              |                              |                              |                              |                              |                              |                              |                              |